# 寺西和史
寺西 和史（てらにし かずし、1964年〈昭和39年〉8月26日 - ）は、日本の元裁判官。兵庫県出身。
判事補であったときに組織的犯罪対策法案などに反対する集会に出席し法案に反対したととれる発言をしたことにより、1998年に分限裁判を受けた経緯がある。

## 人物
寺西は洛星高等学校卒業、京都大学法学部卒業。1990年、司法試験に合格。1993年、判事補に任官。
寺西は、被疑者を代用監獄（現：代用刑事施設）に送るべきではないという考えから、令状審査では拘置所に送る決定を常に下していた。しかし、検察官の準抗告によってほとんどの決定を覆されたため、やむなく被疑者が被疑事実を否認した事件に限って拘置所に送る決定を出すようにしたが、それでも大半が準抗告によって覆されたという。
1997年に令状によって傍受を可能とする組織的犯罪対策法案（犯罪捜査のための通信傍受に関する法律）の骨子が発表されると、旭川地方裁判所判事補であった寺西は「信頼できない盗聴令状審査」と題する批判を朝日新聞の読者欄に投稿、10月2日に掲載された。これによって、旭川地裁所長である鬼頭季郎から厳重注意処分を受けた。この時、田尾健二郎判事が寺西を批判する投書をし（「事実に反する令状言いなり」10月8日号掲載）、前田知克弁護士が田尾への反論を行っている（「事実に合った寺西氏の意見」10月10日号掲載）。なお、田尾判事は法案の元となる骨子の作成に携わっていた。
1998年、組織犯罪対策法案反対派主催の集会で寺西(仙台地方裁判所に転任していた)に対してパネリストとして出席と発言を依頼された。一方、裁判所からはこれが裁判所法52条1号の「積極的に政治運動をすること」に該当するとしてパネリストとしての出席辞退を求められ、寺西はパネリストとしてではなく一般参加者として出席する（1998年4月18日）。「集会でパネリストとして話すつもりだったが、泉山禎治仙台地裁所長に『処分する』と言われた。法案に反対することは禁止されていないと思う」と発言するに留まった。
しかし、当該集会に出席したことが裁判所から問題視され、仙台高等裁判所の分限裁判で裁判所法49条の職務上の義務に違反するとして戒告処分を受ける。寺西は即時抗告し最高裁判所の判断を仰ぐが、最高裁でも賛成10と反対5で戒告処分が妥当と判断された。
その後、裁判官として再任拒否されるのではと危惧されたが、10年の任期を迎えた2003年4月に再任され、判事となった。
2012年4月1日付で神戸地方裁判所判事、2016年4月1日付で大阪高等裁判所判事、2019年4月1日付で高松高等裁判所判事に補せられている。
2020年8月15日、寺西は依願退官した。

## 著作
- 「愉快な裁判官」（河出書房新社）

共著
- 「自由のない日本の裁判官」（日本評論社）
- 「裁判官を信じるな!」（宝島社文庫）